# Syngatha elegans
Syngatha elegans är en fjärilsart som beskrevs av Bethune-Baker 1913. Syngatha elegans ingår i släktet Syngatha och familjen nattflyn. Inga underarter finns listade i Catalogue of Life.